# Água Formosa

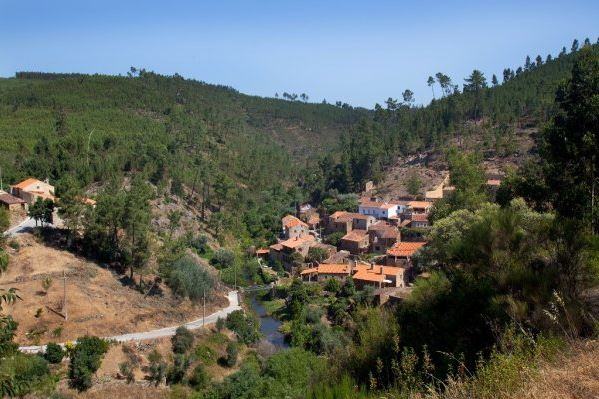
Água Formosa (2016)

Água Formosa ist ein Dorf in der Gemeinde des gleichnamigen Kreises Vila de Rei, in der Região Centro. Es liegt 10 km vom geografischen Mittelpunkt Portugals entfernt. Weniger als 100 Einwohner leben hier.
Es ist für seine Schieferarchitektur bekannt und gehört seit 2001 dem neugeschaffenen Projekt der Aldeias do Xisto an, einem Verbund historischer Schieferdörfer. Seither konnte die Abwanderung abgebremst werden, und einige Betriebe der Gastronomie und des Turismo rural sind hier entstanden. Die ruhige Lage inmitten nahezu unberührter Natur, mit Waldgebieten und Wasserläufen, sind die Hauptanziehungspunkte für Erholungssuchende in dem kleinen Dorf.
In der Nähe gibt es Flussbäder. Alte Wassermühlen und Olivenölpressen können besichtigt werden, und Fußwege führen durch das bewaldete Umland.